# Tetrarchie
Een tetrarchie (Oudgrieks: τετραρχία / tetrarchía < τετράς / tetrás ("vier") en ἄρχειν / árchein ("heersen", "regeren") is een staatsvorm waarbij de macht wordt gedragen door vier personen.
Bij een tetrarchie is een rijk in vier gebieden opgedeeld, die elk onder het gezag van een tetrarch vallen. Meer in het algemeen betekende tetrarchie een deel van een stam- of volkgebied; dienovereenkomstig was een tetrarch aan een ethnarch ondergeschikt of respectievelijk de heerser over een deel van een stamgebied.
Men onderscheidt de Herodiaanse tetrarchie, de Thessalische tetrarchie en (als de bekendste) de door keizer Diocletianus ingerichte Romeinse tetrarchie. Ook de drie stammen van de Keltische Galaten in Klein-Azië waren in tetrarchieën onderverdeeld.
In het Macedonische leger van Alexander de Grote was een tetrarchie een uit vier lochoi in groepjes van telkens 16 man bestaande ruiterseenheid. De aanvoerder van zo'n ruiterseenheid werd tetrarch (τετράρχης / tetrárchês) genoemd. Deze indeling werd later onder Philippos V van Macedonië ook voor de infanterie overgenomen.

## Verder lezen
- D. Vollmer, Tetrarchie. Bemerkungen zum Gebrauch eines antiken und modernen Begriffes, in Hermes 119 (1991), p. 435-449.